# Cleveland Cavaliers 2001-2002
La stagione 2001-02 dei Cleveland Cavaliers fu la 32ª nella NBA per la franchigia.
I Cleveland Cavaliers arrivarono settimi nella Central Division della Eastern Conference con un record di 29-53, non qualificandosi per i play-off.

## Roster
| N° | Naz.                   | Ruolo | Sportivo           | Anno | Alt. | Peso |
| -- | ---------------------- | ----- | ------------------ | ---- | ---- | ---- |
| 1  | Stati Uniti (bandiera) | G     | Wesley Person      | 1971 | 198  | 88   |
| 3  | Stati Uniti (bandiera) | G     | Jeff Trepagnier    | 1979 | 193  | 91   |
| 4  | Stati Uniti (bandiera) | C     | Chris Mihm         | 1979 | 213  | 120  |
| 8  | Stati Uniti (bandiera) | A     | Brian Skinner      | 1976 | 206  | 116  |
| 11 | Lituania (bandiera)    | C     | Žydrūnas Ilgauskas | 1975 | 221  | 108  |
| 12 | Stati Uniti (bandiera) | G     | Bimbo Coles        | 1968 | 185  | 82   |
| 20 | Stati Uniti (bandiera) | G     | Bryant Stith       | 1970 | 196  | 94   |
| 21 | Stati Uniti (bandiera) | G     | Trajan Langdon     | 1976 | 191  | 89   |
| 24 | Stati Uniti (bandiera) | G     | Andre Miller       | 1976 | 188  | 91   |
| 30 | Stati Uniti (bandiera) | A     | Lamond Murray      | 1973 | 201  | 107  |
| 31 | Stati Uniti (bandiera) | G     | Ricky Davis        | 1979 | 198  | 88   |
| 32 | Stati Uniti (bandiera) | A     | Tyrone Hill        | 1968 | 206  | 109  |
| 33 | Stati Uniti (bandiera) | A     | Jumaine Jones      | 1979 | 203  | 99   |
| 51 | Stati Uniti (bandiera) | C     | Michael Doleac     | 1977 | 211  | 119  |
| 52 | Senegal (bandiera)     | C     | DeSagana Diop      | 1982 | 213  | 136  |

## Staff tecnico
- Allenatore: John Lucas
- Vice-allenatori: Jerry Eaves, Ron Ekker, Keith Smart